# 포키노 (브랸스크주)

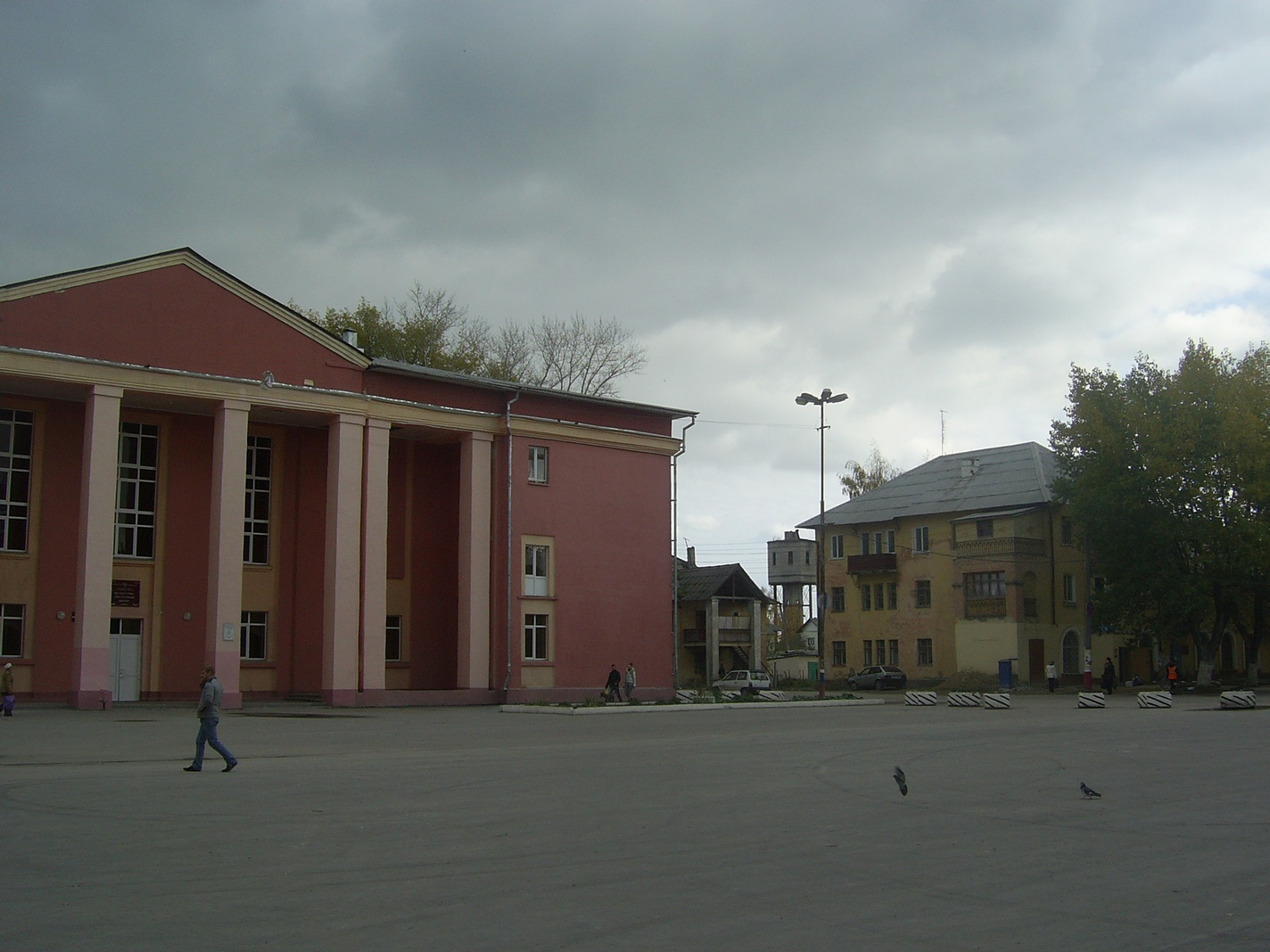

포키노(러시아어: Фо́кино)는 러시아 브랸스크주에 위치한 도시로, 인구는 15,504명(2002년 기준)이다. 브랸스크(브랸스크 주의 주도)에서 북쪽으로 16km 정도 떨어진 곳에 위치한다. 1954년 시로 승격되었다.